# Barbara Klimkiewicz
Barbara Klimkiewicz (właśc. Barbara Klimkiewicz-Kobylińska; ur. 8 kwietnia 1936 w Warszawie, zm. 24 listopada 2010 w Monachium) – polska aktorka; od 1982 na emigracji, spikerka i realizatorka radiowa Rozgłośni Polskiej Radia Wolna Europa w Monachium.
W 1961 ukończyła Państwową Wyższą Szkołę Teatralną w Warszawie. 
Debiutowała w styczniu 1962 jako Anna Stanton, w sztuce Roberta Penn Warrena Will Stark w reż. Ludwika René. W latach 1961–1983 była aktorką stołecznego Teatru Dramatycznego.
Grała w serialach Alternatywy 4, Noce i dnie, Stawka większa niż życie, filmach Jeśli się odnajdziemy, Zagrożenie, Przerwany lot, Mam tu swój dom i wielu spektaklach Teatru Telewizji. 
W radiowych Matysiakach odtwarzała do 1981 rolę Elżbiety Matysiakowej, pierwszej żony Gienka Matysiaka (debiut w lutym 1963).  
Od 1982 mieszkała w Niemczech, gdzie do 1994 pracowała w Rozgłośni Polskiej Radia Wolna Europa. Brała udział w uroczystości pożegnania dziennikarzy Rozgłośni RWE ze słuchaczami, które odbyło się w czerwcu 1994 w Poznaniu. Należała do Stowarzyszenia Pracowników, Współpracowników i Przyjaciół Rozgłośni Polskiej Radia Wolna Europa Imienia Jana Nowaka-Jeziorańskiego w Warszawie.
Żona Włodzimierza Sokorskiego, następnie Anatola Kobylińskiego (1918-2006), z którym miała syna Michała (ur. 1970).
Mieszkała w Monachium. Jej pogrzeb odbył się 9 grudnia 2010 na cmentarzu Nordfriedhof w Monachium.